# Dublin Bay (zatoka na południowy zachód od Green Bay)
Dublin Bay – zatoka (ang. bay) w kanadyjskiej prowincji Nowa Szkocja, w hrabstwie Lunenburg, na południowy zachód od zatoki Green Bay; nazwa urzędowo zatwierdzona 12 czerwca 1974.